# Реусени (Сучава)
Реусени (рум. Reuseni) насеље је у Румунији у округу Сучава у општини Удешти. Oпштина се налази на надморској висини од 317 m.

## Становништво
Према подацима из 2002. године у насељу је живело 458 становника, од којих су сви румунске националности.